# Escuela Superior Zimapán
La Escuela Superior Zimapán (ESZi) es una institución de educación media superior y superior, dependiente de la Universidad Autónoma del Estado de Hidalgo. Ubicada en el municipio de Zimapán, en el estado de Hidalgo, México.

## Historia
La Escuela Superior de Zimapán inicia sus actividades el 2 de febrero de 2004, ofreciendo las licenciatura de Derecho y Contaduría; se establece provisionalmente en las instalaciones del Instituto de Capacitación para el Trabajo del Estado de Hidalgo (ICATHI) plantel Zimapán, en la comunidad de Lázaro Cárdenas del municipio. En el año de 2006 cuando se traslada a sus actuales instalaciones ubicadas en la colonia Nueva Reforma. En 2015 se crea el programa educativo de Ingeniería en Procesamiento de Recursos Minerales. El 7 de diciembre de 2015, el Instituto Federal de Telecomunicaciones (IFT) otorgó a favor de la UAEH, una concesión para operar una estación de radio. El 4 de junio de 2018 Radio Universidad Zimapán 99.5 FM (XHUZH-FM), inicio actividades.

## Oferta educativa
La oferta educativa de la Escuela Superior Zimapán es:
- Nivel medio superior
  - Bachillerato general
- Nivel superior
  - Licenciatura en Contaduría
  - Licenciatura en Derecho
  - Ingeniería en Procesamiento de Recursos Minerales

## Directores
- Juan José Aguilar Lugo Marino (2006-2010)
- Adrián Gustavo Cruz Mendoza (2010-2017)[12]
- Alfredo Trejo Espino (2017-actual)

## Campus
El campus tiene una extensión de 81 672.00 m², cuenta con 1 módulo en el que existen 10 aulas, 1 biblioteca, 2 áreas de cómputo, 1 centro de lenguas, oficinas administrativas, un cuarto de máquinas y estacionamiento. Cuenta también con un cuarto de máquinas y un amplio estacionamiento. En febrero de 2013 son inauguradas las instalaciones de la Biblioteca y la sala de Juicios Orales. Del mismo modo se realiza en el mes de febrero de 2013 la entrega de la Fachada y Barda perimetral. En 2018 se construyen de aulas y otras instalaciones con una superficie de 629 m², entre las instalaciones se cuenta con aula didáctica, aula de cómputo, y laboratorio. Se encuentra un edificio ubicado en la colonia centro de 495.38 m² sede de Radio Universidad  Zimapán.